# Parque Aquático Júlio Delamare
O Parque Aquático Júlio Delamare, localizado no Complexo Esportivo do Maracanã, é um dos principais centros de prática de esportes aquáticos da cidade do Rio de Janeiro, tendo sido inaugurado em setembro de 1978. Seu nome foi dado em homenagem ao locutor esportivo Júlio Delamare, um dos grandes incentivadores de sua construção, que faleceu cinco anos antes.
Foi reformado para abrigar as competições de polo aquático dos Jogos Pan-Americanos de 2007, ao custo de 10 milhões de reais. A reinauguração ocorreu no dia 2 de maio de 2006, e o local também promoveu o Campeonato Mundial Júnior de Natação daquele ano.
Foi ameaçado de demolição para dar lugar a novas estruturas para as olimpíadas de 2016. Entretanto o projeto não foi aprovado, e o parque foi tombado pelo prefeito Eduardo Paes por meio de decreto publicado no Diário Oficial do Município, incluído no rol de espaço protegidos assim como o Estádio de Atletismo Célio de Barros, a Escola Municipal Friedenreich e o prédio do antigo Museu do Índio.
Depois de ficar 5 anos fechado, foi reinaugurado em 2018, após passar por reformas. A reativação é resultado da cooperação entre a Superintendência de Desportos do Estado do Rio de Janeiro e a Associação Bauruense de Desportos Aquáticos, que cobriu os custos da reforma.